# Simon de Wit (supermarkt)

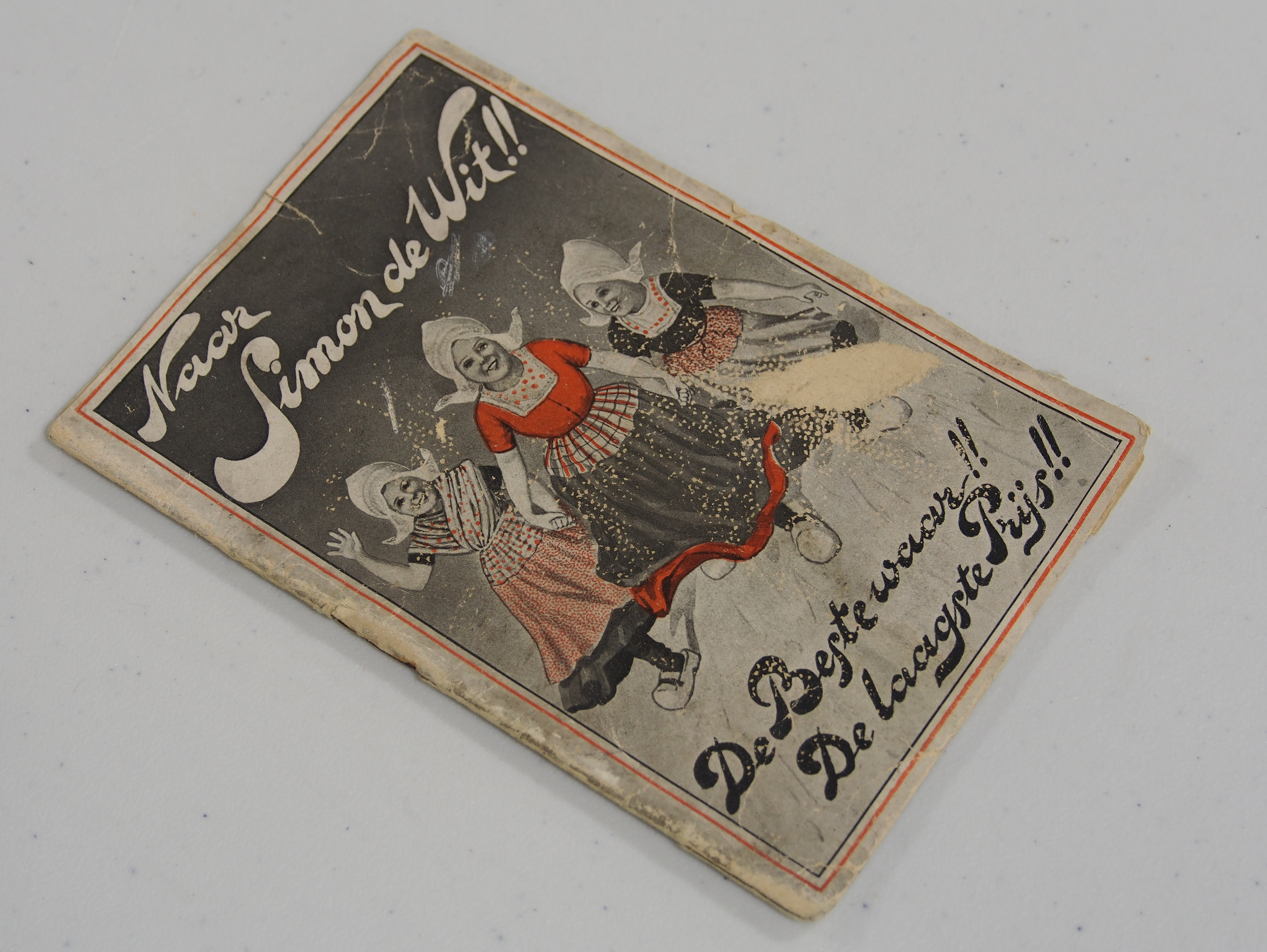
Foldertje Simon de Wit

Simon de Wit was tot begin jaren tachtig een Nederlandse supermarktketen.

## Geschiedenis

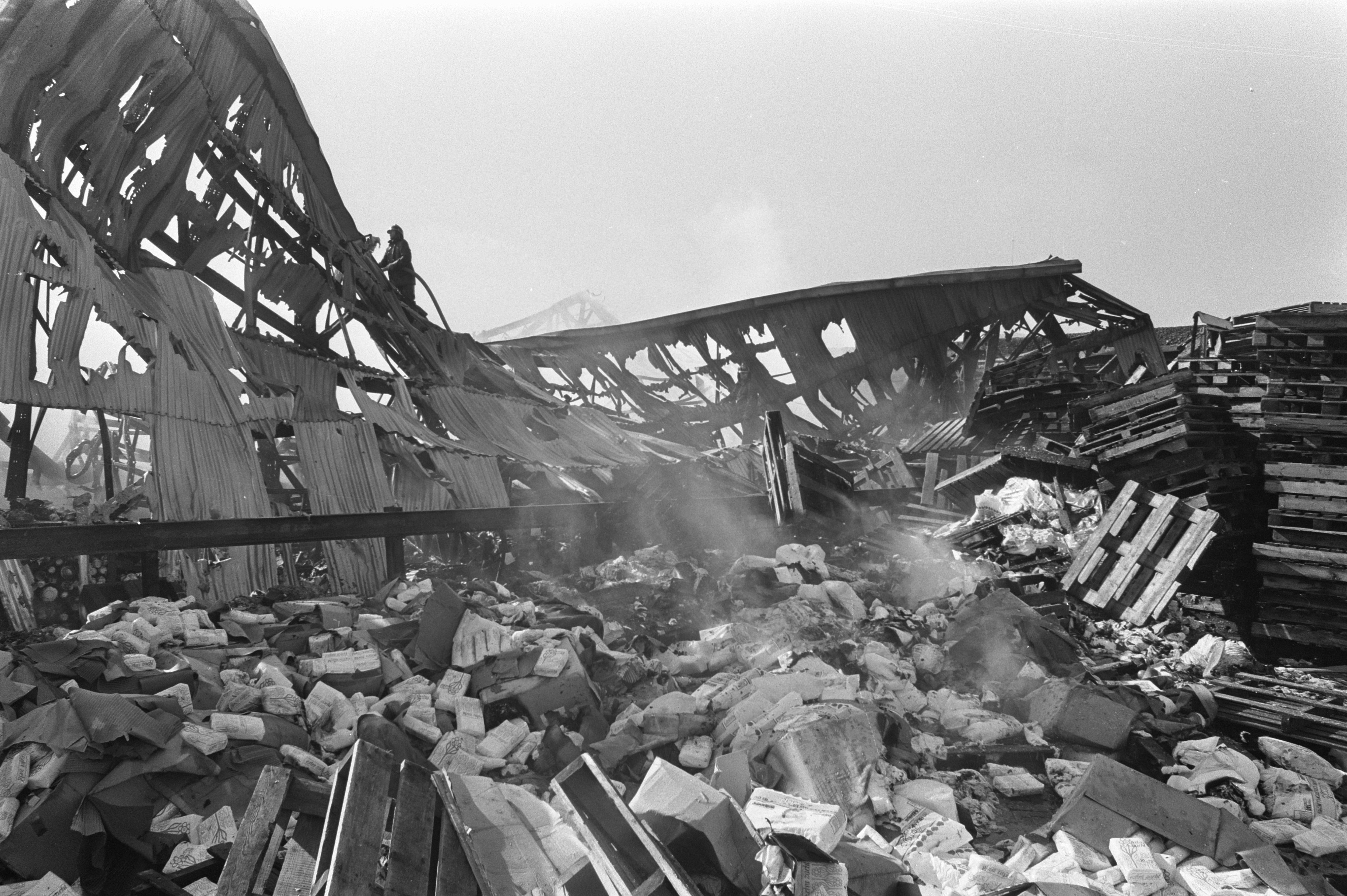
De opslagplaats van Simon de Wit na de brand in 1971

De oorsprong van de winkelketen lag bij Simon de Wit (1852-1934). Nadat zijn vader was overleden, haalde de vijftienjarige Simon geld binnen door stukken kaas huis aan huis te verkopen. Hij kon vervolgens 30 gulden lenen van de eigenaar van het kaaspakhuis, zodat hij in de woonkamer een winkeltje kon beginnen. Enkele jaren later verkreeg Simon een eigen winkelruimte aan de Zaanweg 101 te Wormerveer, waar hij samen met zijn zuster een kruidenierswinkeltje startte.
In 1888 opende De Wit een filiaal op de Laurierstraat in Amsterdam, omdat hem was verteld dat er in deze stad goed verdiend kon worden aan kruidenierswaren. In de volgende jaren breidde hij verder uit totdat hij in 1900 over dertig winkels beschikte; in Zaandam stond het centrale magazijn. In 1916 richtte hij firma Simon de Wit op.
In 1954 werd het 150e filiaal geopend.
De keten was tot 1972 in handen van de familie De Wit en een investeringsgroep. Omdat het distributiecentrum van Simon de Wit aan de Conradstraat in Zaandam in 1971 geheel afbrandde, week Simon de Wit uit naar het distributiecentrum van de COOP in Utrecht. De directie en de investeringsgroep zagen de oplossing in verkoop aan Albert Heijn. Voor Albert Heijn was het een interessante stap, daar er ruimte was in zijn nieuwe distributiecentrum in de Achtersluispolder in Zaandam en bovendien de omlooptijd van de voorraad van Simon de Wit acht dagen was, terwijl die van Albert Heijn 14 dagen was. Met de kennis van Simon de Wit verkortte AH ook de omloopsnelheid van de voorraad en het geïnvesteerd vermogen in de voorraad.
Simon de Wit kende een spaarzegelsysteem waar de klant zegels, melkkoetjes geheten, kon kopen die voor de aankoop van bepaalde producten konden worden gebruikt of in contanten met een premie konden worden uitgekeerd.
Net als De Gruyter en de Vana, andere ketens van kruidenierswinkels, heeft deze winkelketen de omslag van kruidenierszaak naar supermarkt niet op tijd kunnen maken. In april 1972 werd de keten overgenomen door het Ahold-concern; op dat moment bezat De Wit 78 zelfbedieningswinkels, 54 supermarkten en 6 'verbruikersmarkten'.

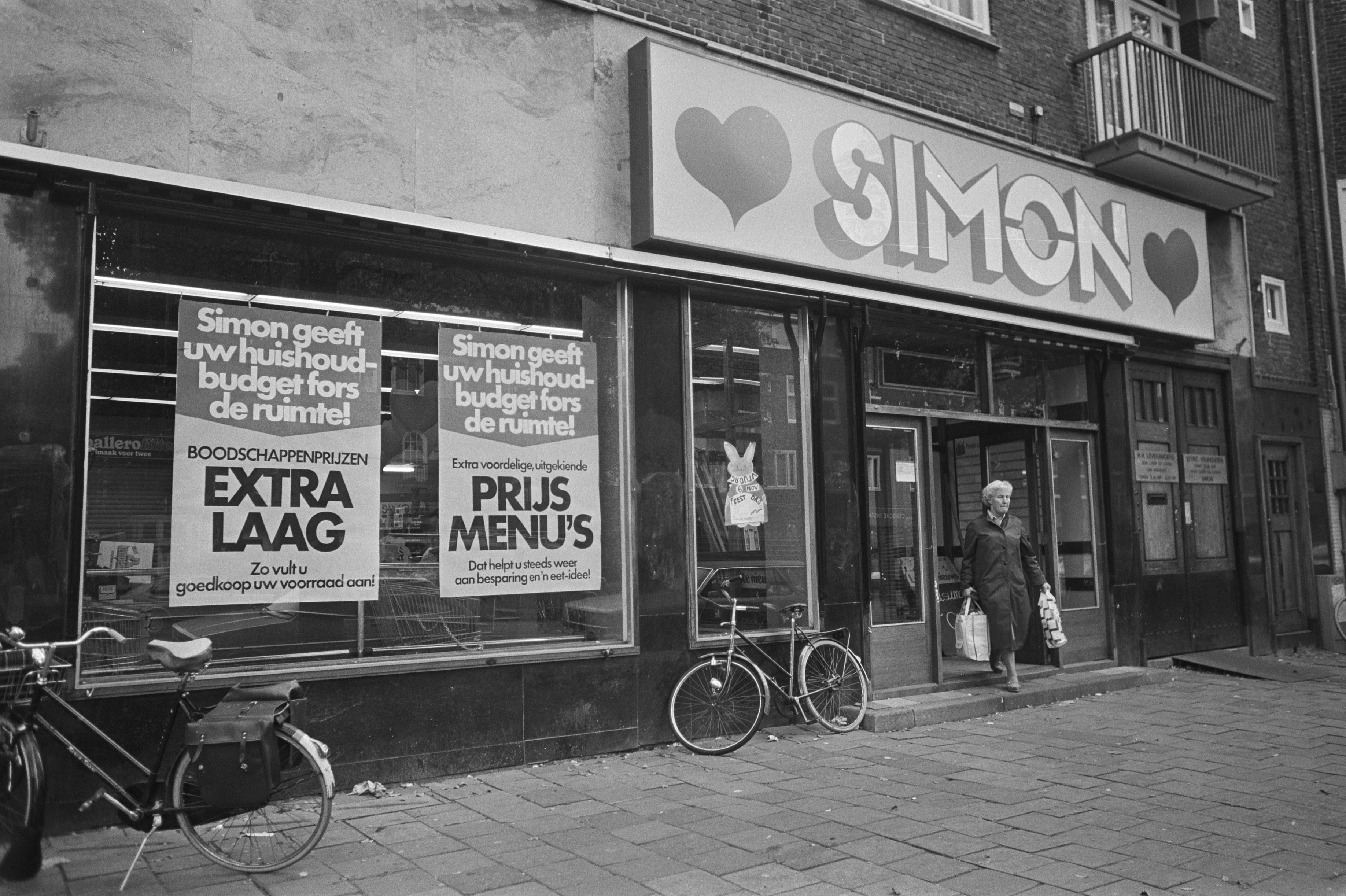
Een Simon-filiaal in Amsterdam in 1981

De winkels van Simon de Wit werden omgebouwd tot Simon, een voordelige supermarkt. In 1980 startte Albert Heijn zelf een campagne met lagere prijzen, waarmee de Simon-formule overbodig werd en uit het straatbeeld verdween. Veel winkels werden omgezet in een Albert Heijn. In 1982 verdween de laatste winkel.

## Trivia
- In de aflevering De Hoge Noot van het eerste seizoen van de KRO-serie Toen was geluk heel gewoon komt het personage Simon de Wit voor, als oprichter van deze gelijknamige supermarktketen. Er wordt ook gerefereerd aan De Gruyter als concurrent (en zwager) van Simon de Wit. Simon de Wit wordt in deze aflevering gespeeld door Jaap Maarleveld.
- De familie de Wit was ook sportief: Maarten de Wit behaalde als zeiler met zijn team zilver op de Olympische Zomerspelen in 1928; zijn zoon Simon was eveneens zeiler, deed als roeier mee aan de Olympische Zomerspelen van 1936 en was jarenlang sportbestuurder.